# Grodzie (Braniewo)
Grodzie ist ein Ort in der polnischen Woiwodschaft Ermland-Masuren und gehört zur Landgemeinde Braniewo (deutsch Braunsberg) im Powiat Braniewski.

## Geographische Lage
Grodzie liegt im Gebiet des bis 1945 bestehenden Kreis Heiligenbeil in Ostpreußen. Ein deutscher Name ist nicht bekannt. Bis zur heutigen Kreisstadt Braniewo sind es zehn Kilometer in westlicher Richtung.

## Geschichte
Über die Geschichte von Grodzie liegen keine Belege vor. Die Osada („Siedlung“) dürfte erst nach 1945 entstanden sein und hat als Bahnstation Bedeutung erlangt. In unmittelbarer Nähe liegt Zakrzewiec, das unter dem deutschen Namen „Vogelsang“ den Bahnhof stellte.
Die Siedlung Grodzie zählt weniger als zehn Einwohner, bildet aber eine selbständige Ortschaft innerhalb der Gmina Braniewo im Powiat Braniewski, von 1975 bis 1998 der Woiwodschaft Elbląg, seither der Woiwodschaft Ermland-Masuren zugehörig.

## Religion
Grodzie ist ein Ort der römisch-katholischen Pfarrei Żelazna Góra (Eisenberg) im Erzbistum Ermland.

## Verkehr

### Straße
Durch Grodzie verläuft die verkehrsreiche polnische Woiwodschaftsstraße 507 – hier auf der Trasse der früheren deutschen Reichsstraße 142 –, die von Braniewo (Braunsberg) über Pieniężno (Mehlsack) und Orneta (Wormditt) bis nach Dobre Miasto (Guttstadt) führt.

### Schiene
Grodzie ist ein Haltepunkt („Przystanek“) an der Bahnlinie 221: Braniewo–Olsztyn Gutkowo der Polnischen Staatsbahn (PKP), die vor 1945 als Reichsbahnstrecke lediglich zwischen Braunsberg und Mehlsack befahren wurde. An eben diesem Streckenabschnitt war von 1884 bis 1901 „Vogelsang“ (zwischen 1901 und 1945 „Vogelsang (Ostpreußen)“) Bahnstation. Nach 1945 bezeichnete der Name „Słowik“ die nur noch als Haltepunkt („Przystanek“) bewertete Station, die seit 1947 „Grodzie“ heißt.